# Matteo Rosselli
Pour les articles homonymes, voir Rosselli.
Matteo Rosselli né à Florence le 10 août 1578 et mort dans la même ville le 18 janvier 1650 est un peintre italien.
Il est un des premiers peintres baroques de la fin du XVIe et du début du XVIIe siècle, dont l'œuvre se rattache à l'école florentine.

## Biographie
Matteo Rosselli se forme à l'atelier de Gregorio Pagani.
En 1599, il est  inscrit à l'Académie du dessin de Florence et, en 1605, il part à Rome pour travailler avec Domenico Passignano pour six mois.
Il complète quelques fresques pour l'ordre des Servites de Marie de 1614 à 1618 au palais Pitti et au cloître de la Basilica della Santissima Annunziata.
À la mort d'Henri IV de France, il est commissionné pour peindre des tableaux commémoratifs de sa vie : Visite de Nantes et de Gaudabec (1610).
Il peint pour la Casa Buonarroti plusieurs fresques illustrant la vie de Michel-Ange, dont les  Fortifications de San Miniato (1615) et deux autres en 1627 et 1628, commissionnées par Michelangelo Buonarroti le Jeune, le neveu du grand peintre toscan.
Il compte au nombre de ses élèves Lorenzo Lippi et Baldassarre Franceschini, Giovanni da San Giovanni, Jacopo Vignali et Volterrano. Vers 1621, il accueille également dans son atelier Francesco Furini.
Il dirige la décoration du pavillon des Médicis du couvent San Marco (1621-1623), à laquelle participent ses élèves.
Il a été enterré dans l'église Saint-Marc à Florence.

## Œuvres

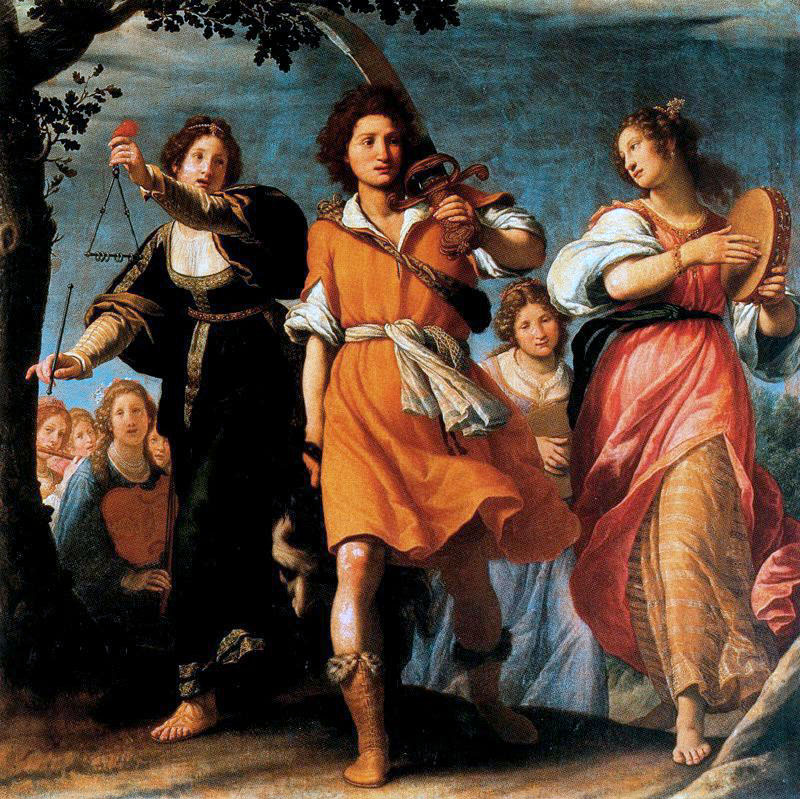
Triomphe de David, 1620, Florence, palais Pitti.

- Fresques, Florence, palais Pitti, salle du Poêle.
- Fresques, Florence, basilica della Santissima Annunziata.
- La Vierge confie l'Enfant à saint François, retable, Florence, église Santa Maria Maggiore.
- Adoration des mages, 1607, Montevarchi, église Sant'Andrea.
- Assomption, 1613, Pistoia, église San Domenico.
- Le Triomphe de David, 1620, huile sur toile, 203 × 201 cm, Florence, palais Pitti, galerie Palatine. Commandée par le cardinal Charles de Médicis pour le Casino di San Marco[3].
- Sémiramis, 1623-1625, huile sur toile, 175 × 219 cm, Florence, villa la Petria. Un des quatre tableaux consacrés à la vie des femmes célèbres qui décoraient la salle d'audience de la grande-duchesse Marie-Madeleine d'Autriche dans la Villa di Poggio Imperiale[3].
- Le Triomphe de David, 1630, huile sur toile, 235 × 295 cm, Paris, musée du Louvre[4].
- La Madone du Rosaire, 1649, Pietrasanta, cathédrale.
- Fresques, Florence, Villa Medicea di Poggio Imperiale.
- Vierge et saints, Florence, église San Martino a Montughi.